# Antero Coelho Neto
Antero Coelho Neto (Fortaleza, 11 de junho de 1931 - Fortaleza, 18 de janeiro de 2016), foi um médico, escritor, professor e reitor brasileiro.

## Biografia
Graduou-se em Medicina em 1957, pela Universidade Federal do Ceará (UFC), como o melhor aluno da turma. Foi Residente em Cirurgia da Casa de Saúde São Miguel, no Rio de Janeiro, em 1958. Em 1961, obteve a Livre-Docência em Cirurgia na Faculdade de Medicina da UFC. Foi Research Fellow in Surgery do Massachusetts General Hospital, e do Albert Einstein Medical Center, nos EUA.
Admitido no corpo docente da Faculdade de Medicina da UFC, em 1959, aposentou-se em 1992, como Professor-Adjunto IV, tendo exercido diferentes e relevantes atribuições acadêmicas. Licenciou-se da UFC, de 1967 a 1972, para assumir o cargo de professor da Universidade de Brasília, ao nível de professor titular, retornando à Fortaleza, para implantar a Universidade de Fortaleza, da qual foi Reitor, de 1973 a 1979.
Como expert na temática “Qualidade de Vida e Longevidade”, era frequentemente solicitado a participar, como expositor, em cursos de especialização. Ministrou mais de uma centena de cursos em diferentes países. A sua produção impressa de artigos e livros o posicionava entre os principais polígrafos do Ceará. Como polímata, foi responsável por cerca de quatrocentas conferências, palestras e trabalhos apresentados em congressos, seminários, workshops.
A experiência internacional, auferida como Consultor da Fundação Kelloggs, contribuiu para que viesse a ser contratado pela Organização Mundial da Saúde e Organização Pan-Americana da Saúde, organismos integrantes da ONU. Do seu currículo, com cerca de dois mil títulos, identifica-se um excepcional elenco de consultorias e elaboração de projetos em saúde, educação, recursos humanos, desenvolvimento institucional, planejamento e qualidade de vida.
De volta a Fortaleza, já aposentado da OMS/OPAS, focalizou o seu empenho investigativo no campo da qualidade de vida, com especial referência à longevidade e à saúde do idoso. Nas últimas três décadas, ele deu guarida à figura do educador comunitário e do homem da comunicação, engajado no esforço de propiciar ações educativas, com vistas à melhoria da qualidade de vida e de uma vida saudável às pessoas. Nesse aspecto, foi articulista regular de O Povo, produzindo artigos de opinião de intangível valor social.

## Obras

###### Saúde
- Importância da Determinação do Volume Sanguíneo na Avaliação e Preparação do Paciente Cirúrgico, (1961),
- Guia do Sistema Urinário, (1971),
- Transplantação Renal em Cães, (1972),[15]
- Manual do Equilíbrio Metabólico, (1973),
- Programa de Atenção Primária de Saúde, (1981),
- Programa de Ações Integradas de Saúde da Universidade Federal do Ceará, (1984),

###### Educação
- Universidade Verbo Ir, (1973),
- Universidade Verbo Ir no Presente do Indicativo, (1977),
- Universidade Verbo Ir no Pretérito Perfeito, (1978),
- Universidade de Fortaleza: Projeto Nº 2, (1979),
- Avaliação Sem Medo, (1980),
- Palavras que Valeram a Pena - A Educação e a Saúde do Brasileiro, (2006),

###### Planejamento
- Planificación Estratégica Computarizada - Un Enfoque Prospectivo, (1992),[16]
- Planejamento Estratégico para a Melhoria da Qualidade, (1996),
- O Futurista e o Adivinho - Os Homens do Futuro, (2001),[17]

###### Literatura
- Poemas do Outro, (1981),[18]
- O Homem e a Poesia, (1983),[19]
- Fantasias, (1985),[20]
- Eternidades, (1991),[21]
- Geminianas, (1993),
- Um Homem Brasileiro, (1998),
- A Cidade Azul, (2004),

###### Desenvolvimento Humano
- As Dimensões da Vida, (1998),
- Vida Longa com Qualidade, (2003),

## Homenagens
- Presidiu a Academia Cearense de Medicina,
- Pertencia à Sociedade Brasileira de Médicos Escritores - Ceará,